# Caird Hall
Résidence
Caird Hall est la principale salle de concerts de la ville de Dundee, en Écosse. Bâti entre 1914 et 1923 et baptisé d'après le nom du mécène l'ayant financé, le riche industriel James Key Caird, Caird Hall abrite le Royal Scottish National Orchestra. L'orgue du Caird Hall est l'un des orgues de concert les plus aboutis du Royaume-Uni ; il fut construit en 1923 par la firme Harrison & Harrison, qui le restaura également en 1992.
Caird Hall abrite chaque année la cérémonie de remise des diplômes de l'Université de Dundee et de l'Université d'Abertay Dundee, ainsi que d'autres évènements universitaires tels que l'accueil des étudiants de première année.
La salle a une capacité de 2 150 places assises, mais peut être au besoin divisée ou vidée de ses sièges.